# Llista d'estadis valencians per capacitat
La llista d'estadis del País Valencià amb una capacitat de més de 3.000 espectadors és la següent:
1. Estadi de Mestalla, 55.000 (València)
2. Estadi Martínez Valero, 38.750 (Elx)
3. Estadi José Rico Pérez, 30.000 (Alacant)
4. Estadi Ciutat de València, 25.354 (València)
5. Estadi El Madrigal, 25.000 (Vila-real)
6. Estadi Nou Castàlia, 14.485[2] (Castelló de la Plana)
7. Estadi Guillermo Amor, 9.000[3][4] (Benidorm)
8. Estadi La Murta, 9.000[5][6] (Xàtiva)
9. Estadi Lluís Suñer Picó, 8.000[7] (Alzira)
10. Estadi La Magdalena, 6.500[8][9] (Novelda)
11. Estadi Vicente García, 6.000[10] (Torrevella)
12. Estadi La Serratella, 5.000 (Onda)
13. Estadi El Clariano, 5.000[11] (Ontinyent)
14. Estadi Los Arcos, 5.000[12] (Oriola)
15. Estadi Noulas, 5.000 (Nules)
16. Estadi Mundial 82, 5.000 (Catarroja)
17. Estadi Guillermo Olagüe, 4.800[13] (Gandia)
18. Camp Municipal del Collao, 4.500[14] (Alcoi)
19. Ciutat Esportiva del Vila-real CF, 4.500 (Vila-real)
20. Estadi Nou Pla, 4.000 (La Vila Joiosa)
21. Estadi Nou Pepico Amat, 4.000[15] (Elda)
22. Estadi Los Silos, 4.000 (Burjassot)
23. Camp Municipal de San Fernando, 4.000 (Borriana)
24. Estadi Municipal José Mangriñán, 4.000 (La Vall d'Uixó)
25. Estadi Alacant CF, 4.000 (Alacant)
26. Estadi Municipal de Riba-roja, 4.000 (Riba-roja de Túria)
27. Ciutat Esportiva de Sant Vicent del Raspeig, 3.800[16] (Sant Vicent del Raspeig)
28. Estadi Tomás Berlanga, 3.500 (Requena)
29. Estadi Municipal de Crevillent, 3.500 (Crevillent)
30. Estadi Ikomar, 3.500 (Pilar de la Foradada)
31. Estadi Manolo Macià, 3.000[17] (Santa Pola)
32. Estadi Camilo Cano, 3.000 (La Nucia)
33. Ciutat Esportiva del València CF, 3.000 (Paterna)
34. Camp Nou de Dénia, 3.000 (Dénia)
35. Camp de l'Infantil, 3.000 (Sueca)
36. Poliesportiu Municipal de Manises, 1.500[18] (Manises)

## Llista d'estadis enderrocats
1. Camp d'Altabix, 16.000[19] - 22.000[20] (Elx). Fins al 1976.
2. Estadi de Vallejo, 15.000 - 20.000 (València). Fins al 1968.
3. Camp del Sequiol, 8.000 (Castelló de la Plana). Fins al 1947.
4. Camp d'Algirós, 5.000 (València). Fins al 1923.